# Catedral de Saint-Lazare de Autun
A Catedral de São Lázaro ( francês : Cathédrale Saint-Lazare ) é o principal local de culto católico em Autun, no departamento de Saône-et-Loire, França . A Catedral de São Lázaro de Autun (em francês: Cathédrale Saint-Lazare d'Autun), vulgarmente conhecida por Catedral de Autun, é uma catedral Católica Romana em Autun e um monumento nacional da França. Famosa pela sua inspiração Cluniac e pelas suas esculturas românicas de Gislebertus, é um destaque da arte românica na Borgonha. É a sede do Bispo de Autun. O Bispo de Autun propôs a construção da Catedral de São Lázaro como resultado do grande movimento de peregrinos que se deslocavam a Vezelay à medida que avançavam na rota de peregrinação a Santiago de Compostela.
A igreja, sede do bispo de Autun, é um monumento histórico da França desde 1840  .
Em 1875 foi elevada à categoria de basílica menor . 

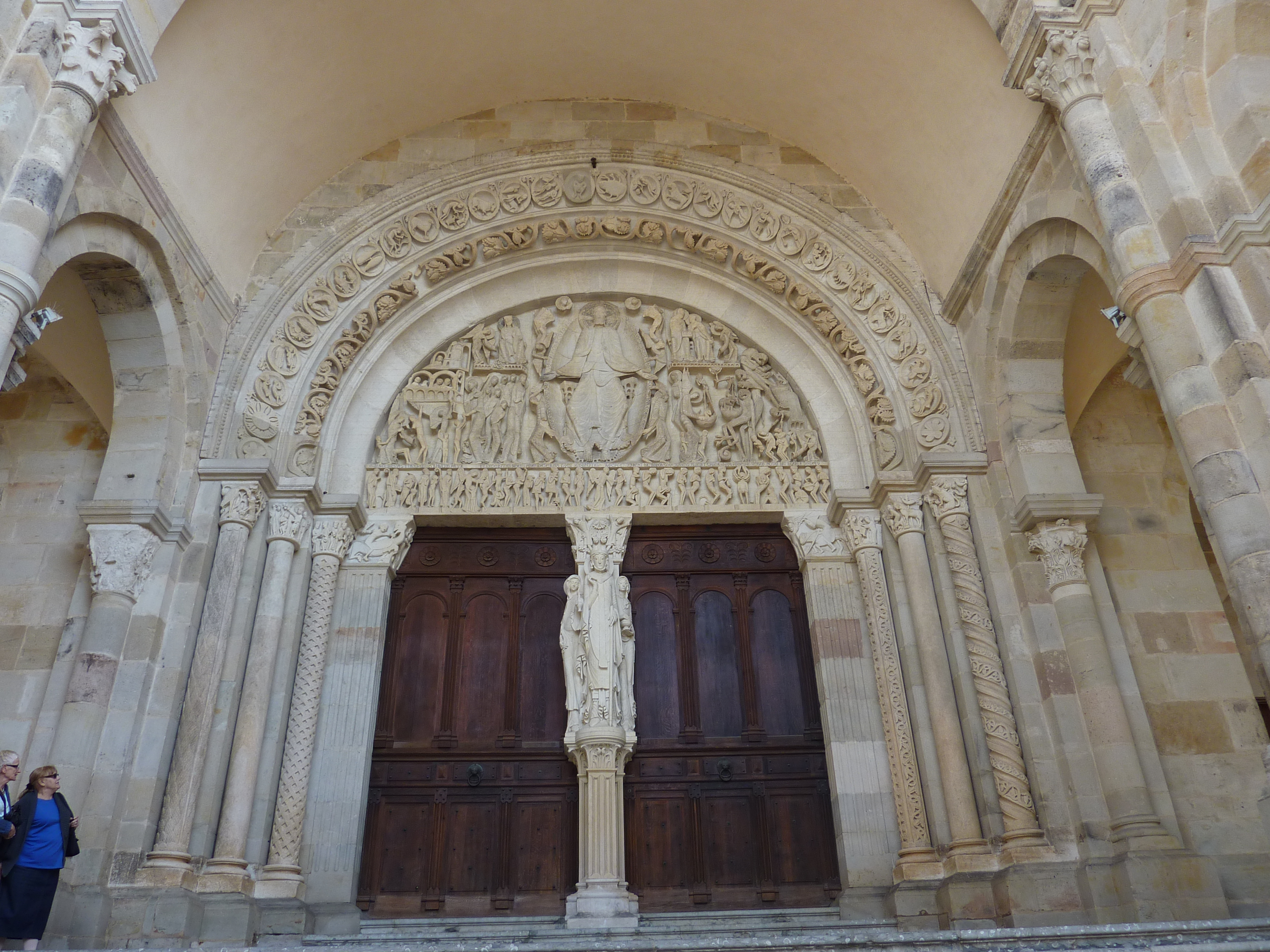
Portal Central na fachada oeste da Catedral de Saint Lazare, Autun, França, c. 1130–46 com tímpano datado do segundo quartel do século XII, á esquerda de Cristo estão os condenados indo para o inferno, e à sua direita estão os abençoados que foram selecionados para o céu, entre os fiéis chamados à salvação no dia do Juízo Final

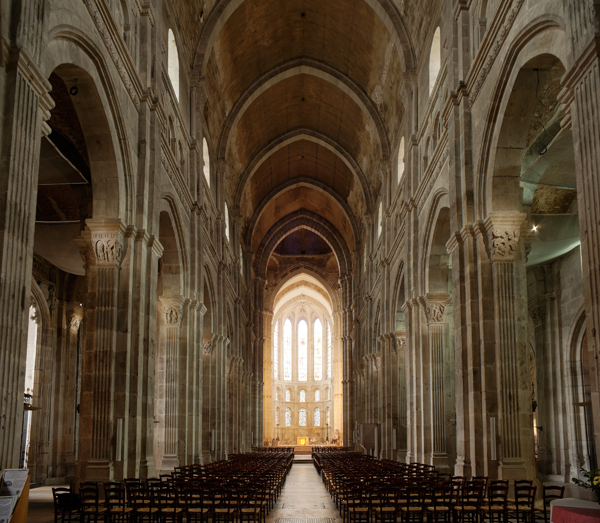
Interno

Sobre o portal principal da Catedral de S. Lázaro:
| “                                                                | O conjunto é assinado pelo escultor Gislebertus, que é também, conjuntamente com a sua oficina, responsável pela maior parte dos capitéis na nave. No lintel, a ressurreição dos mortos que saem dos túmulos; no centro do tímpano, Cristo Juiz; à direita, a pesagem das almas e dos condenados; à esquerda, os eleitos. | ” |
| — Jannic Durand, A Arte na Idade Média, Lisboa, Edições 70, 2001 | |   |